# Scutomollisia stenospora
Scutomollisia stenospora är en svampart som beskrevs av Nannf. 1976. Enligt Catalogue of Life ingår Scutomollisia stenospora i släktet Scutomollisia, ordningen disksvampar, klassen Leotiomycetes, divisionen sporsäcksvampar och riket svampar, men enligt Dyntaxa är tillhörigheten istället släktet Scutomollisia, familjen Dermateaceae, ordningen disksvampar, klassen Leotiomycetes, divisionen sporsäcksvampar och riket svampar. Arten är reproducerande i Sverige. Inga underarter finns listade i Catalogue of Life.